# Gabriele Di Luca
Gabriele Di Luca (Pesaro, 1981) è un drammaturgo, regista teatrale, attore e sceneggiatore italiano, vincitore del premio Maschere del Teatro nel 2019.

## Biografia
Si forma al Centro Teatro Attivo di Milano e successivamente, nel 2007, si diploma all'Accademia d'Arte Drammatica Nico Pepe di Udine. Nel 2008, insieme ai colleghi Massimiliano Setti e Luisa Supino, fonda la compagnia teatrale Carrozzeria Orfeo, diventandone autore principale e regista. Nel giugno 2013 riceve, consegnato da Franca Valeri, il Premio SIAE alla Creatività come migliore autore teatrale nazionale.
Dallo spettacolo Thanks for Vaselina sceneggia e dirige nel 2019 il film Thanks!; nello stesso anno riceve il premio Maschere del Teatro come nuovo autore per la scrittura di Cous cous klan.
Nel 2019 escono per la casa editrice Cue Press i tre testi teatrali (Thanks for Vaselina, Animali da Bar, Miracoli Metropolitani) con prefazione di Rodolfo di Giammarco.
Insegna drammaturgia, regia e recitazione in Accademie nazionali e internazionali e scuole private.

## Filmografia
Thanks! (2019)
Uscito nelle sale cinematografiche nel 2019 e, poi, su Netflix, il film, di cui Gabriele Di Luca è co-sceneggiatore e regista, vede nel cast Luca Zingaretti e Antonio Folletto. Il film è arrivato nella terzina dei vincitori del ReelHeART International Film Festival 2020 per "Best Film Feature" (Canada).

## Teatro
- Nuvole barocche, testo e regia di Gabriele Di Luca, Massimiliano Setti, Luca Stano (2008), Menzione Speciale Premio Tuttoteatro.com "Dante Cappelletti", Menzione Speciale al Premio Nuove Sensibilità del Festival Teatro Italia
- Gioco di mano, di e con Gabriele Di Luca, regia Massimiliano Setti (2009)
- Sul confine di Gabriele Di Luca, regia Gabriele Di Luca, Massimiliano Setti, Alessandro Tedeschi (2009), vincitore quinta edizione del Premio Tuttoteatro.com "Dante Cappelletti"
- Idoli, di Gabriele Di Luca, regia di Gabriele Di Luca, Massimiliano Setti, Alessandro Tedeschi, uno spettacolo di Carrozzeria Orfeo (2011); testo finalista al Premio Hystrio per la Drammaturgia 2011
- Robe dell'Altro Mondo di Gabriele Di Luca, regia Gabriele Di Luca, Massimiliano Setti, Alessandro Tedeschi, Roberto Capaldo, uno spettacolo di Carrozzeria Orfeo (2012)
- Thanks for Vaselina, di Gabriele Di Luca, regia di Gabriele Di Luca, Massimiliano Setti, Alessandro Tedeschi, uno spettacolo di Carrozzeria Orfeo (2013)
- Animali da bar, di Gabriele Di Luca, regia di Gabriele Di Luca, Massimiliano Setti, Alessandro Tedeschi, uno spettacolo di Carrozzeria Orfeo (2015); vincitore Premio Hystrio Twister 2016
- Cous Cous Klan, di Gabriele Di Luca, regia di Gabriele Di Luca, Massimiliano Setti, Alessandro Tedeschi, uno spettacolo di Carrozzeria Orfeo (2017); Premio Le Maschere del Teatro Italiano come migliore autore di novità italiana (lo spettacolo vince anche una Maschera del Teatro per la migliore attrice non protagonista)
- Miracoli Metropolitani, di Gabriele Di Luca, regia di Gabriele Di Luca, Massimiliano Setti, Alessandro Tedeschi, uno spettacolo di Carrozzeria Orfeo (2020); con questo testo viene selezionato, come autore italiano, nel progetto americano Italian Playwrights Project 3 edizione (2020/22)
- Salveremo il mondo prima dell'alba, di Gabriele Di Luca, regia di Gabriele Di Luca, Massimiliano Setti, Alessandro Tedeschi, uno spettacolo di Carrozzeria Orfeo (2024)
- Misurare il salto delle rane, di Gabriele Di Luca, regia di Gabriele Di Luca e Massimiliano Setti, uno spettacolo di Carrozzeria Orfeo (2025)